# One Island East
La One Island East (in cinese: 港島 東 中心; Cantonese Yale: Góngdóu Dūng Jūngsām) è un grattacielo situato a Quarry Bay ad Hong Kong.

## Descrizione
Il grattacielo, utilizzato per ospitare per uffici commerciali, è alto 298,35 m e ha 69 piani più due seminterrati.
Parte del sito era precedentemente occupata dal Melbourne Industrial Building (edificio industriale di 23 piani demolito nel 2005) e Aik San Factory Building (edificio industriale di 22 piani demolito nel 2005).